# Liste der Kulturdenkmäler in Bruchhausen (Landkreis Neuwied)
In der Liste der Kulturdenkmäler in Bruchhausen sind alle Kulturdenkmäler der rheinland-pfälzischen Ortsgemeinde Bruchhausen aufgeführt. Grundlage ist die Denkmalliste des Landes Rheinland-Pfalz (Stand: 9. Februar 2023).

## Denkmalzonen
| Bezeichnung          | Lage | Baujahr                 | Beschreibung                                                        | Bild            |
| -------------------- | --- | ----------------------- | ------------------------------------------------------------------- | --------------- |
| Denkmalzone Ortskern | Orsberger Straße 1 und 2–10 (gerade Nummern), Kirchstraße 1–9 (ungerade Nummern) und 4–12 (gerade Nummern), Marienbergstraße 6 und 8 Lage | 17. bis 19. Jahrhundert | überwiegend freigelegte Fachwerkhäuser des 17. bis 19. Jahrhunderts | Fotos hochladen |

## Einzeldenkmäler
| Bezeichnung                                                | Lage                                        | Baujahr                            | Beschreibung | Bild                           |
| ---------------------------------------------------------- | ------------------------------------------- | ---------------------------------- | --- | ------------------------------ |
| Bruchhausener Burg                                         | Kirchbergstraße 3, Waldstraße 26/28/30 Lage | 16. oder 17. Jahrhundert           | Hofanlage mit heterogenem Baubestand; Nr. 28: Putzbau mit Fachwerkvorbau, im Kern eventuell noch spätmittelalterlich; Nr. 26: Bruchsteinwohnhaus bezeichnet 1752; Gesamtanlage mit Wirtschafts- und Wohngebäuden sowie dem bis an den Kirchhof reichenden Grundstück                                             | BW                             |
| Katholische Pfarr- und Wallfahrtskirche St. Johann Baptist | Kirchstraße Lage                            | 13. bis 17. Jahrhundert            | vierteiliger Baukomplex auf unregelmäßigem Grundriss, 13. bis 17. Jahrhundert; Westturm und Langhauswände aus dem zweiten Viertel des 13. Jahrhunderts, spätgotischer Chor, Vorbau von 1682; mehrere alte Grabsteine, teilweise in der Umfassungsmauer des Kirchhofs; vor der Kirche: Bildstock, bezeichnet 1742 | weitere Bilder Fotos hochladen |
| Hofanlage                                                  | Kirchstraße 12 Lage                         | 18. Jahrhundert                    | Streckhof; Fachwerkbau, 18. Jahrhundert, Fachwerkscheune, 18. oder 19. Jahrhundert | Fotos hochladen                |
| Wegekreuz                                                  | Kirchstraße, bei Nr. 17 Lage                | 1747                               | Schaftkreuz, bezeichnet 1747 | Fotos hochladen                |
| Kellerei                                                   | Marienbergstraße 8 Lage                     | 1901                               | ehemalige Kellerei des Winzervereins; eingeschossiger Krüppelwalmdachbau, Backstein, bezeichnet 1901 | Fotos hochladen                |
| Pfarrhaus                                                  | Orsberger Straße 1 Lage                     | zweite Hälfte des 18. Jahrhunderts | ehemaliges Pastorat; Fachwerkhaus, Mansarddach, zweite Hälfte des 18. Jahrhunderts | Fotos hochladen                |
| Wohnhaus                                                   | Orsberger Straße 4 Lage                     | 17. Jahrhundert                    | Fachwerkhaus, teilweise massiv, 17. Jahrhundert | BW                             |
| Wohnhaus                                                   | Siebengebirgsstraße 14 Lage                 | erste Hälfte des 19. Jahrhunderts  | Fachwerkhaus, erste Hälfte des 19. Jahrhunderts | Fotos hochladen                |
| Wohnhaus                                                   | Waldstraße 4 Lage                           | frühes 18. Jahrhundert             | Fachwerkhaus, frühes 18. Jahrhundert | BW                             |